# Rickettsia typhi
Rickettsia typhi es el nombre científico que recibe un bacilo gram negativo del género Rickettsia que se encuentra principalmente en los roedores, y sus vectores son la pulga de la rata y el gato. Es el causante del tifus murino. Produce exantema, es decir, erupciones cutáneas por todo el cuerpo. Se determina su presencia a través de la prueba de fluorescencia indirecta específica de Rickettsia typhi.